# Kalispell
Kalispell ist eine Stadt im Nordwesten des US-Bundesstaates Montana. Gegründet 1891 von James J. Hill ist Kalispell heute die Hauptstadt von Flathead County. Sie hat etwas weniger als 20.000 Einwohner (mit Umland 34.000), Tendenz stark steigend.
Die Nähe zum Glacier-Nationalpark macht Kalispell zum Ausgangspunkt für Parkbesuche.
Kalispell ist der Sitz und Gründungsort der True Catholic Church.

## Söhne und Töchter der Stadt
- William Cumming (1917–2010), Maler
- Eugene H. Peterson (1932–2018), presbyterianischer Pastor, Sprachwissenschaftler, Bibelübersetzer und Theologieprofessor
- Brad Bird (* 1957), Filmregisseur, -produzent und Drehbuchautor
- Alexander King Sample (* 1960), römisch-katholischer Geistlicher, Erzbischof von Portland in Oregon
- Michelle Williams (* 1980), Schauspielerin und Golden Globe Preisträgerin
- Misty Upham (1982–2014), Schauspielerin
- Tanner Hall (* 1983), Freestyle- und Freeride-Skier
- Shane Bitney Crone (* 1985), Filmproduzent und LGBT-Aktivist
- Tim Montana (* 1985), Country-/Rocksänger
- Lily Gladstone (* 1986), Schauspielerin
- Tim Koleto (* 1991), US-amerikanisch-japanischer Eiskunstläufer
- Sarah Margaret Qualley (* 1994), Schauspielerin